# Osram
Osram Licht AG (Osram) – niemieckie przedsiębiorstwo produkujące sprzęt oraz akcesoria oświetleniowe. Siedziba przedsiębiorstwa znajduje się w Monachium, w Bawarii.

## Działalność
Nazwa „Osram” została zarejestrowana w Urzędzie Patentowym w Berlinie 17 kwietnia 1906 roku jako marka handlowa firmy Deutsche Gasglühlicht-Anstalt (znanej także jako Auer-Gesellschaft). Nazwę utworzono z połączenia nazw dwóch metali: osm i wolfram. W lipcu 1919 roku powołana została spółka Osram Werke GmbH Kommanditgesellschaft jako przedsięwzięcie firm Auer-Gesellschaft, AEG oraz Siemens & Halske AG. Firmy te postanowiły zjednoczyć swoje biznesy żarówkowe. Od roku 1978 do wejścia na giełdę w roku 2013, głównym udziałowcem w Osram GmbH był koncern Siemens.
Obecnie Osram jest obok GE Lighting i Philipsa jednym z trzech największych producentów sprzętu oświetleniowego na świecie. Według materiałów reklamowych przedsiębiorstwa, jej wyroby w asortymencie ponad 5000 artykułów produkuje się w 49 zakładach w 19 krajach i są dostępne w 150 krajach świata. Przedsiębiorstwo zatrudnia około 40 000 pracowników (35% w Europie, 33% w rejonie Azji i Pacyfiku, 28% w strefie Ameryk). 65% wartości sprzedaży firmy Osram stanowią żarówki. Pozostała część to oprzyrządowanie oświetleniowe i materiały optoelektroniczne. Sprzedaż realizowana jest przede wszystkim w strefie Ameryk (43%) oraz w Europie (37%).

### Historia dawnej polskiej fabryki
We wrześniu 1921 roku grupa sześciu inżynierów zawiązała w Pabianicach spółkę, której celem miała być produkcja polskich żarówek. Powołano nowe przedsiębiorstwo z polskim kapitałem „Polska Żarówka Osram – Spółka Akcyjna”, które zawarło umowę ze znaną już wówczas na rynkach światowych spółką Osram GmbH na prawo używania nazwy oraz na wyłączność korzystania z patentów, wynalazków i doświadczeń tej spółki. Produkcję uruchomiono we wrześniu 1923 w fabryce przy ul. Grobelnej 4 w Pabianicach. Pracę znalazło w niej 200 osób, głównie kobiet. Produkowano stosunkowo niewielką liczbę żarówek na potrzeby przemysłu i transportu. Po kilku latach produkcję rozwinięto dzięki sprowadzeniu z Berlina maszyn do wyrobu miniaturowych żarówek do latarek kieszonkowych oraz półfabrykatów. W latach 30. podjęto produkcję nowego typu żarówek z tzw. dwuskrętką.
Po rozpoczęciu okupacji niemieckiej, polska spółka została rozwiązana, a niemieckie władze utworzyły w jej miejsce „Glühlampenwerk Osram – GmbH” (Fabryka Żarówek Osram spółka z o.o.) pod całkowicie niemieckim zarządem. Utrzymano przedwojenny poziom produkcji. W roku 1944 sprowadzono z Niemiec kolejne zespoły maszyn, dzięki czemu rozszerzono asortyment i podwojono produkcję. Wobec nadciągającego frontu wojennego całą fabrykę ewakuowano jednak wkrótce do Niemiec. Berlińska fabryka Osram wykorzystywała pracę przymusową Polaków – spędziła w niej kilka miesięcy wywieziona podczas powstania warszawskiego historyczka Natalia Gąsiorowska.
W styczniu 1945 roku po wyzwoleniu miasta w budynku fabrycznym zastano jedynie resztki maszyn. Mimo to polskim fachowcom po dwóch miesiącach udało się dokonać rozruchu zmontowanych zespołów i rozpocząć produkcję. Po prawie roku działalności zakład został upaństwowiony i otrzymał nazwę „Polska Żarówka Osram – SA”. Podpisano też dziesięcioletnią umowę licencyjną z firmą Philips. Rozwijająca się fabryka przetrwała pod tą nazwą do listopada 1960, w którym to roku przemianowano ją na „Pabianicka Fabryka Żarówek – Polam”.

### Osram Lighting sp. z o.o. w Polsce
Spółka jest obecna w Polsce od roku 1991. Początkowo, do 1995 działała jako spółka jawna, później zmieniła formę prawną na spółkę z ograniczoną odpowiedzialnością. Przedmiotem działalności firmy jest wyłącznie sprzedaż gotowych wyrobów – głównie poprzez sieć autoryzowanych dystrybutorów, w specjalistycznych sklepach i hurtowniach.
Przy użyciu sprzętu Osram zrealizowane zostały iluminacje budynków:
- w Warszawie
  - Pałac Prezydencki
  - Zamek Królewski
  - barbakan
  - bazylika archikatedralna św. Jana Chrzciciela
  - kościoły: Świętej Anny, Sakramentek, Świętej Trójcy, Ojców Paulinów, Ojców Dominikanów
  - Centrum Finansowe Puławska
  - Warsaw Financial Center
  - Wiśniowy Business Park
  - Roma Office Center
  - Stadion Narodowy w Warszawie
- w Krakowie
  - Zamek Królewski na Wawelu
  - sukiennice
  - Kościół Mariacki
  - kościół św. Wojciecha
- we Wrocławiu
  - Panorama Racławicka